# Polsat Comedy Central Extra
Polsat Comedy Central Extra – polskojęzyczna stacja telewizyjna, która rozpoczęła nadawanie 3 marca 2020 roku, zastępując kanał Comedy Central Family. Początkowo kanał nadawał jako blok programowy na Comedy Central Family.
W lipcu 2025 roku Paramount Global poinformował o planowanym zakończeniu nadawania kanału pod koniec 2025 roku.

## Oferta programowa i Bajki poranki
W skład ramówki stacji wchodziły bądź wchodzą między innymi następujące pozycje: Comedy Club, Co ludzie powiedzą?, Mike i Molly, Przyjaciele, Świat według Kiepskich, ’Allo ’Allo!, Dwie spłukane dziewczyny, Jaś Fasola, Pacześ Show, Po Sąsiedzku, Dwóch i pół, B Positive, Mamuśka, Ameryka według Ala, Grono nie-pedagogiczne, Dziewczyny w wielkim mieście, Święty, Tatuśkowie, The Daily ShowLaboratorium Dextera Atomówki Ben 10 Niesamowity świat Gumballa Atomówki (1990's) Peg + Kot Ben 10 (2000's) Krowa i Kurczak Ed Edd i Eddy Strażnicy Czasu Megas XLR Jam łasica Pora na przygodę!